# Eurytoma aquatica
Eurytoma aquatica är en stekelart som beskrevs av Erdös 1955. Eurytoma aquatica ingår i släktet Eurytoma, och familjen kragglanssteklar. Arten är reproducerande i Sverige.